# Sara (osiedle przy stacji)
Sara (ros. Сара) – osiedle przy stacji kolejowej w Rosji, w obwodzie orenburskim, w rejonie kuwandykskim. W 2010 liczyło 944 mieszkańców.